# Come into My World
»Come Into My World« je pesem avstralske pevke Kylie Minogue z njenega osmega glasbenega albuma, Fever (2001). Izšel je kot četrti in zadnji singl z albuma. Pesem »Come Into My World« sta napisala Rob Davis in Cathy Dennis, ki sta za Kylie Minogue napisala že njeno prejšnjo veliko uspešnico, singl »Can't Get You Out Of My Head«. Kasneje sta jo tekstopisca tudi producirala. Pesem »Come Into My World« je dance-pop pesem z elementi popa, housea in nekaj diska. Besedilo pesmi govori o moškem, ki je Kylie Minogue všeč; želi si, da bi obiskal njen svet. Pesem »Come Into My World« je s strani glasbenih kritikov ob izidu prejemala predvsem pozitivne ocene. Mnogi so pohvalili predvsem besedilo pesmi.
Pesem je bila komercialno zmerno uspešna. Zasedla je četrto mesto na glasbeni lestvici v pevkini rodni Avstraliji in osmo na britanski lestvici. Uvrstila se je tudi na enaindevetdeseto mesto lestvice Billboard Hot 100. Videospot za pesem, ki prikazuje Kylie Minogue med sprehajanjem po Parizu, Francija, ob njej pa se je sprehajalo še mnogo navadnih Parižanov. Za pesem je bila Kylie Minogue leta 2004 nagrajena s svojim prvim in zaenkrat še edinim grammyjem, in sicer v kategoriji za »najboljše plesno delo«.

## Ozadje in sestava
Ob uspehu prejšnjega singla, »Love At First Sight«, v Združenih državah Amerike, je Kylie Minogue oznanila, da bo izdala še četrti in zadnji singl z albuma, za katerega so izbrali pesem »Come Into My World«. Pesem sta napisala Rob Davis in Cathy Dennis, ki sta jo tudi producirala. V času izida singla je Kylie Minogue v Avstraliji izdala še promocijski singl, pesem »Fever«. Tako so četrti singl z albuma izdali nekoliko kasneje, kot so načrtovali na začetku, in sicer 2. novembra 2002. Posneli so dve uradni različici singla. Prvo so izdali preko albuma, drugo pa kot samostojen singl (slednjega niso izdali digitalno). Verzijo, izdano kot samostojni singl, so kasneje, leta 2004, izdali preko kompilacije Ultimate Kylie (2004). Singl »Come Into My World« je dance-pop pesem z elementi house in nu-disko glasbe, ki traja štiri minute in trideset sekund.

## Sprejem kritikov
Pesem »Come Into My World« so kritiki v glavnem hvalili. Chris True je singl označil za vrhunec albuma Fever. Novinar revije NME je v svoji oceni pesmi napisal: »Pravzaprav je pesem 'Come Into My World' dvakrat boljša od celotnega albuma Fever.« Tudi novinar revije Pitchfork Media je pesem pohvalil: »Pesem 'Come Into My World' je bolj tradicionalna disko pesem, ki spominja na fantazijska dela Eumirja Deodata, predvsem zaradi privlačnega refrena, 'Pridi, pridi, pridi v moj svet' ['Come, come, come into my world'].« Novinar revije PopMatters je pesem pohvalil. Napisal je: »S pesmijo pevka 'Come Into My World' prosi za ljubezen in poslušalca nagovarja 'Pridi . . . pridi . . . pridi v moj svet ('Come . . . come . . . come into my world') in mu sporoča, naj 'te roke, narejene za to, da se te dotikajo in čutijo' ('these hands that were made to touch and feel you').«

## Dosežki na lestvicah
Pesem »Come into My World« je debitirala na osmem mestu britanske glasbene lestvice; to je bilo najvišje mesto, na katerega se je na tej lestvici uvrstila. Pesem je tako postala drzgi zaporedni singl Kylie Minogue, ki je na tej lestvici zasedel eno od prvih desetih mest, vendar na lestvici ni ostal dolgo. Pesem je debitirala na četrtem mestu avstralske lestvice; tudi tam je že prvi teden zasedla najvišje mesto, na katerega se je sploh uvrstila. Pesem je na lestvici ostala še devet tednov in nazadnje prejela zlato certifikacijo s strani organizacije Australian Recording Industry Association (ARIA). Na novozelandski glasbeni lestvici je pesem debitirala na štiriintridesetem, nato pa se povzpela na dvajseto mesto in tam ostala še enajst tednov.
Pesem je nekaj uspeha požela tudi v Združenih državah Amerike; na lestvici Billboard Hot 100 je pesem zasedla enaindevetdeseto mesto, kar je precej nizka uvrstitev, kljub temu pa je zasedla dvajseto mesto na Billboardovi lestvici Hot Dance Club Songs. Poleg tega je pesem zasedla tudi eno od prvih dvajsetih mest na italijanski, danski in španski ter oseminsedemdeseto mesto na francoski glasbeni lestvici. Nekaj komercialnega uspeha je pesem požela tudi v Latinski Ameriki, kjer je zasedla šestinšestdeseto mesto na čilski in prvo na mehiški glasbeni lestvici.

## Videospot

### Ozadje
Videospot za pesem »Come into My World« je režiral francoski režiser Michel Gondry, ki je za videospot izpopolnil koncept, ki ga je uporabil že v videospotu za pesem »Feel It« Neneh Cherry. Videospot so posneli 8. septembra 2002 na ulicah Rue du Point du Jour in Rue de Solférino v Boulogne-Billancourtu, Pariz, Francija. Za snemanje so potrebovali petdeset statistov; med njimi je bil med drugim tudi ruski igralec Sacha Bourdo. Posneli so ga več kot petnajstkrat. Da so uredili vse posebne učinke, vključene v videospot, so potrebovali petnajst dni. Videospot so v Parizu izdali 21. oktobra 2002.

### Zgodba
Videospot prikazuje Kylie Minogue med sprehodom po Boulogne-Billancourtu, predmestju Pariza, Francija. Vsakič, ko konča s kroženjem po določenem predelu, se iz določene stavbe, na primer trgovine, pojavi »nova« Kylie in kamera od tedaj naprej sledi slednji, dokler je v naslednjem predelu ne zamenja naslednja. Tudi statisti v ozadju so podvojeni in le postavljeni na različne pozicije. Ob koncu videospota se v zelo kaotičnem prizoru pojavijo štiri Kylie Minogue; v ozadju se vsak statist pojavi štirikrat. Čisto na koncu se v prizoru pojavi še peta Kylie Minogue.

### Sprejem
Novinar revije Slant je videospotu za pesem »Come Into My World« dodelil prvo mesto na svojem seznamu »Najboljše avgusta: videospoti«. Videospot je primerjal s kratkim animiranim filmom Tango Zbigniewa Rybczyńskija. Novinar revije Pitchfork Media je pesmi dodelil štirinajsto mesto na seznamu »50 videospotov 2000. let«. Scott Plagenhoef je o videospotu napisal: »To je po vsej verjetnosti najbolj gledan videospot desetletja, saj Michel Gondry ustvari posnetek, ki spominja na film Star Guitar, Kylie pa se elegantno zlije s pariškimi ulicami.« Novinar revije Complex je videospotu dodelil devetinsedemdeseto mesto na svojem seznamu »100 najboljših videospotov 2000. let«.

## V popularni kulturi
Pesem »Come into My World« so vključili v peto sezono ameriške televizijske serije Čarovnice, natančneje v epizodo z naslovom »House Calls«. Predvajajo jo čisto na koncu. Poleg tega je Kylie Minogue na svojih koncertnih turnejah pesem izvedla štirikrat. Na turneji KylieFever2002 je bila to pesem, s katero je koncert otvorila, na turnejah Showgirl: The Greatest Hits Tour in Showgirl: The Homecoming Tour pa je izvedla baladno verzijo pesmi. Med turnejo KylieX2008 je izvedla Fischerspoonerjev remix pesmi, med svojo prvo severnoameriško turnejo, turnejo For You, For Me Tour, pa je izvedla nov remix pesmi, ki ga je posnel Steve Anderson.
Vic Chesnutt je lastno verzijo pesmi posnel za soundtrack filma Mitte Ende August, ker mu je prijatelj povedal, da ga teme v filmu spominjajo na Kylie Minogue. Nekoliko preurejeno verzijo pesmi je posnel tudi Mavado in jo naslovil »Come Into My Room«. Pesem so vključili tudi v londonsko izvedbo muzikala Priscilla Queen of the Desert – the Musical; zamenjali so jo s pesmijo »Go West (Reprise)«.

## Seznam verzij
Vir:
Kanadski CD s singlom
1. »Come Into My World« [verzija, izdana kot singl] — 4:06
2. »Come Into My World« [Fischerspoonerjev remix] — 4:28

Britanski CD 1 (CDRS6590)
1. »Come Into My World« [verzija, izdana kot singl] — 4:06
2. »Come Into My World« [Ashtraxov remix] — 5:02
3. »Come Into My World« [remix Robbieja Rivere] — 7:01
4. »Come Into My World« [videospot]

Britanski CD 2 (CDR6590)
1. »Come Into My World« [verzija, izdana kot singl] — 4:06
2. »Love at First Sight« [nastop v živo iz leta 2002] — 4:19
3. »Fever« [verzija nastopa v živo iz leta 2002] — 3:43

Britanski DVD s singlom (DVDR6590)
1. »Come Into My World« [posnetek nastopa s turneje Fever] — 6:12
2. »Snemanje videospota za pesem 'Come Into My World'«
3. »Come Into My World« [Fischerspoonerjev remix]

### Ostale uradne verzije
| Remixi 1. Verzija, izdana kot singl poznana tudi kot radijska različica — 4:05 2. Fischerspoonerjev remix — 4:20 3. Fischerspoonerjev remix (počasnejša različica) — 4:34 4. Remix Robbieja Rivere — 7:01 5. Verzija Robbieja Rivere — 9:18 6. Manhattanski remix Robbieja Rivere — 12:49 (posnet, a nikoli izdan) 7. Remix Baby Asha (alias Ashtraxov remix) — 5:02 8. Radijska verzija Joachima Garrauda — 3:50 9. Razširjeni remix Joachima Garrauda — 6:43 10. Parksideov remix — 5:10 11. Studijska verzija Stevea Andersona (Kylie Minogue je s tem remixom nastopila na turneji For You, For Me Tour leta 2009) — 3:54 | Nastopi v živo 1. Nastop v živo iz leta 2002 2. Nastop z baladno verzijo v živo na turneji Showgirl Tour iz leta 2005 3. Nastop z baladno verzijo v živo na turneji Showgirl Homecoming Tour iz leta 2007 4. Fischerspoonerjev remix iz nastopa v živo na turneji KYLIEX2008 leta 2008 5. Nastop v živo iz turneje For You, For Me Tour leta 2009 |

## Nastopi v živo
Kylie Minogue je s pesmijo »Come into My World« nastopila na naslednjih koncertnih turnejah:
- KylieFever2002
- Showgirl: The Greatest Hits Tour (balada)
- Showgirl: The Homecoming Tour (balada)
- KylieX2008 (Fischerspoonerjev remix)
- North American Tour 2009 (remix Stevea Andersona)

## Dosežki
| Lestvica (2002)                                     | Dosežek |
| --------------------------------------------------- | ------- |
| Avstralija (ARIA)                                   | 4       |
| Avstrija (Ö3 Austria Top 75)                        | 59      |
| Belgija (Flandrija; Ultratop 50)                    | 35      |
| Danska (Tracklisten)                                | 15      |
| Francija (SNEP)                                     | 78      |
| Nemčija (Media Control Charts)                      | 47      |
| Madžarska (Rádiós Top 40)                           | 10      |
| Italija (FIMI)                                      | 13      |
| Nizozemska (Mega Single Top 100)                    | 35      |
| Nova Zelandija (RIANZ)                              | 20      |
| Španija (PROMUSICAE)                                | 15      |
| Združeno kraljestvo (Official Charts Company)       | 8       |
| Združene države Amerike (Billboard Hot 100)         | 91      |
| Združene države Amerike (Billboard Dance Club Play) | 20      |
| Združene države Amerike (Billboard Pop Songs)       | 28      |

### Nagrade
| Predhodnik: Dirty Vegas za pesem »Days Go By« | Grammy za najboljše plesno delo 2004 | Naslednik: Britney Spears za pesem »Toxic« |

## Zgodovina izidov
| Država              | Datum izida       | Format |
| ------------------- | ----------------- | ------ |
| Avstralija          | 2. november 2002  | CD     |
| Združeno kraljestvo | 11. november 2002 | CD     |